# Rejon burliński
Rejon burliński (ros. Бурлинский район) – rejon na terenie wchodzącego w skład Rosji syberyjskiego Kraju Ałtajskiego
Rejon leży w północno-zachodniej części Kraju Ałtajskiego i ma powierzchnię 2.746 km². Na jego obszarze żyje ok. 15 tys. osób; całość populacji stanowi ludność wiejska, gdyż w skład tej jednostki podziału terytorialnego nie wchodzi żadne miasto. Ludność rejonu zamieszkuje w 25 wsiach. Rosjanie stanowią 61% ogółu mieszkańców, Ukraińcy - 19%, Kazachowie - 10,3, a Niemcy - 7,7%.
Ośrodkiem administracyjnym rejonu jest  wieś Burła.
Rejon został utworzony w 1925.